# Tarek Benaoum
Tarek Benaoum, né le 5 décembre 1978 à Salé, au Maroc, est un artiste français, spécialisé dans le graffiti et la calligraphie. Il s'est fait connaître en apposant un style qui joue sur divers alphabets, une écriture "alien", d'abord dans l'espace public mais aussi dans des restaurants et des hôtels.
Son nom d’usage est Tarek Tosello-Benaoum, et son nom de graffeur est « CLONE »

## Enfance et parenté
Abdelkrim Benaoum, son père, était professeur de français au Maroc. Sa mère, Evelyne Tosello, le fut également. Il a un frère plus âgé que lui, prénommé Adil. Tarek Benaoum grandit au Maroc sur la côte Atlantique jusqu’à ses cinq ans. Sa mère quitte le royaume avec ses deux enfants et pose ses valises à Paris en 1983. Evelyne Tosello reprend alors ses études et s’inscrit aux Beaux-Arts d’où elle sortira agrégée d’arts plastiques, ce qui lui permettra d’enseigner la matière dans des collèges en France. L’arrière-grand-oncle de Tarek Benaoum, Marco Tosello, fut un peintre installé à Marseille.
Dès les années 80, Tarek Benaoum vit à Paris dans le 20e arrondissement avec sa mère et son frère où il suit une scolarité atypique. Le jeune garçon a du mal à trouver sa place au sein d’un système éducatif qui ne laisse pas de place à la créativité. Très sensible à l’art, sa mère l’emmènera souvent avec son frère, découvrir les expositions parisiennes dans des musées et des galeries d’art. Son esprit s’éveille doucement mais sûrement à l’art contemporain. À treize ans, il découvre le graffiti. Sa mère lui offre plusieurs magazines consacrés à l’art urbain dont des numéros de « Subway Art ». C’est la révélation pour Tarek Benaoum qui y voit une bouffée d’oxygène et plonge dans le graffiti. Il s’entraîne d’abord chez lui sur un papier avec un marqueur avant de s’attaquer aux terrains vagues, aux murs, au métro et aux toits de la capitale. Le graffiti lui prend tout son temps et Tarek Benaoum rejoint les collectifs « OPC » et « 115 » dans le 20e arrondissement de Paris et ne cesse de travailler pour se perfectionner. Au sein de ce groupe, règne un esprit de compétition bon enfant qui stimule le jeune adolescent qui commence par signer ses œuvres d’un « CLONE ».
En 1996, Tarek Benaoum, qui pratique le baseball depuis sept ans, est victime d’un accident de scooter. Une épreuve qui le poussera encore plus dans l’art. En 1997, il sort diplômé avec mention d’un bac professionnel « comptabilité » obtenu au lycée Charles de Gaulle, rue Ligner dans le 20e.

## Études et débuts
À seize ans, il découvre la calligraphie. Sa mère lui offre un stage de deux jours avec l’artiste Kitty Sabatier. Cette grande calligraphe installée à Toulouse va l’initier à ce nouvel art en lui enseignant le maniement des outils mais surtout les écritures spontanées et pensées. À l’issue du stage, elle lui dira : « Tu as une patte, un truc à ne pas lâcher ». Ses mots résonnent dans l’esprit du jeune Tarek qui envisage encore plus une carrière dans l’art. Pour payer ses factures, il cumule les petits boulots dont vendeur dans une boutique « Agnès b. ». Puis, il décide de retourner sur les bancs de l’école pour en apprendre encore plus sur la calligraphie et la typographie. Il va ainsi suivre un cursus de quatre ans au « Scriptorium de Toulouse » de Bernard Arin qui lui permettra d’être diplômé en arts graphiques. Franck Jalleau, Fabienne Verdier ou encore Kitty Sabatier ont été d’anciens élèves de cette école.

## Carrière
Tarek Benaoum alterne petits boulots et projets artistiques jusqu’en 2008, où il rencontre Philippe Starck à la « Demolition Party » du Royal Monceau à Paris où il est invité à se produire. Séduit par son style très original, le designer français lui propose de calligraphier les plafonds des hôtels « Mama Shelter » à Paris, Lyon, Marseille, Bordeaux et à Istanbul en Turquie. Cette rencontre sera décisive pour Tarek Benaoum qui voit enfin sa carrière décoller. Dès lors, les demandes se multiplient. Mohamed Melehi, figure de proue de l’art contemporain au Maroc lui propose de signer un mur à Asilah en 2010. À Paris, c’est à l’espace « Confluences » que Tarek Benaoum assoit sa jeune notoriété, avec l’association « Art Azoï ». En 2013, il peint dans la célèbre boîte de nuit « Les Bains Douches » de Paris initié par la Galerie Magda Danysz. En 2014, il calligraphie une lampe Starck vendue aux enchères pour « Reporters sans frontières ». Dès lors, il enchaîne les collaborations avec des restaurants branchés : Ibiza, Monaco, Annecy, Méribel, Deauville mais aussi en Thaïlande, Turquie, Maroc, Danemark… Il appose également son style dans des hôtels comme les « SLS » à Miami en 2016 et Las Vegas l’année d’après. En 2017 toujours, il calligraphie un container de 12 mètres sur 3 à Los Angeles pour « The Container Yard ». En 2018, il signe une fresque spectaculaire de 350 m2 sur un mur qui jouxte l’Institut des Cultures de l’Islam dans le 18e arrondissement de Paris. La même année, il s’inspire du texte de Jacques Lèbre, « L’immensité du ciel » pour illustrer le Musée de la Poste dans la capitale française. Début 2019, il expose à la Galerie Art & Craft à Paris avec « Forgotten Scriptures ». En 2020, il s’associe à la maison Guerlain qui lui donne carte blanche pour habiller le mythique parfum « Santal Royal » qui fête ses cinq ans. Un bleu profond qui se laisse caresser par de douces calligraphies dorées. Le flacon, édité en vingt-deux exemplaires, se vendra 10 000 euros pièce.
Alors que le Covid-2019 bloque la création de certains artistes, Tarek Benaoum, toujours aussi prolifique, multiplie les expositions : avec l’association « Le Mur » à Nancy entre février et mars 2020, puis en solo pour « Alien Scriptures » de septembre à décembre 2020 à l’hôtel « nhow Marseille ».
En 2025, il devient ambassadeur d'honneur de Calame Éditions, maison d’édition indépendante avec laquelle il engage une collaboration artistique. Un livre d’art consacré à son œuvre est actuellement en préparation en collaboration avec Calame Éditions.

## Style artistique
L’art de Tarek Benaoum est en perpétuelle évolution, en réflexion. Il travaille avec des phrases ou des expressions inspirés par ses lectures (T.S. Eliot, William Blake, Jack Kerouac…) ou par son vécu, qu’il va ensuite fracturer. Chaque mot est calligraphié en arabesques et entrelacs grâce à une technique d’enchâssement qui évoque des vagues passionnées, presque envoûtantes. Sa signature, c’est une calligraphie futuriste, en mouvement constant, bigarrée. Il s’inspire beaucoup du lieu, des gens autour, de l’esprit du quartier pour son travail. Tarek Benaoum peut aussi se baser sur des photographies pour quelques projets précis. Peu d’esquisses lui sont nécessaires. Ses œuvres sont rarement déchiffrables au premier coup d’œil. Il faut savoir se laisser hypnotiser par son trait crypté qui emmène les yeux du lecteur à travers toute l’œuvre. Son pinceau dessine une écriture type « alien », un alphabet hybride qu’il a lui-même créé depuis 2010, inspiré de plusieurs calligraphies : gothique, hiéroglyphes, latin, oriental, berbère… 

## Vie personnelle
Depuis septembre 2019, Tarek Benaoum a installé son atelier au Couvent Levat, à Marseille. Célibataire, il a un fils né en 2018 et prénommé Elijah.

## Fresques dans l'espace public
En janvier 2012, Tarek Benaoum s'exprime au Square Karcher avec « Art Azoï » (Paris 20e). En décembre 2014, c'est au Centre d’animation Ken Saro Wiwa (Paris 20e) que l'on découvre une de ses nouvelles œuvres et en septembre 2015, il s'envole en Tunisie pour signer à la marina de Monastir et sur un bateau échoué. Tarek Benaoum enchaîne alors les fresques publiques : en août 2016, il peint pour le Festival International de Hammamet (Tunisie), en octobre de la même année, à la Maison de la Radio avec « Art Azoï » (Paris 16e), le mois suivant à l’Institut des Cultures de l’Islam (Paris 18e) et un mois après à la Gare Saint-Denis via la SNCF et « Quai 36 » (Saint-Denis). Il commence l'année 2017 sur des chapeaux de roue avec une exposition d’art urbain du « LAB14 » (Paris 14e). Il part pour les États-Unis en février 2017 où il signe à « The Container Yard » (Los Angeles). De retour en France, on le voit travailler tout l'automne 2017 : pour le « Street Art Fest’ » à Villejuif (Val de Marne), puis à l’Institut des Cultures de l’Islam (Paris 18e) et à la Bibliothèque nationale du Royaume du Maroc (Rabat). En février 2018, il peint une fresque au Musée de la Poste (Paris 15e). Eté 2018, il est sur  le quai du Canal Saint-Denis pour « Street Art Avenue » (Saint-Denis) et en mars 2019, sur le boulevard Mortier (Paris 20e).
En pleine pandémie, il a signé l'une des façades du centre commercial Saint Sébastien à Nancy avec « Le Mur ».